# Allan Parkman
Allan Gunnar Samuel Parkman, född 31 oktober 1923 i Högsjö socken i Västernorrlands län, död i oktober 2012, var en svensk präst och skolledare.
Parkman, som var son till kyrkoherden Oscar Parkman och Ruth Carlsson, studerade teologi vid Uppsala universitet  och prästvigdes 1954. Under en period 1958 var han lärare på Högre allmänna läroverket i Enköping. Han utsågs till rektor vid Fjellstedtska skolan 1961 och blev direktor där tills skolan ombildats till stiftelse och utbildningsverksamheten upphört.